# Ліна Гіґбі
Ліна Саткліф-Гіґбі (18 травня 1874 — 10 січня 1941) — військова медична сестра ВМС США канадського походження, яка служила суперінтенданткою корпусу медсестер ВМС США під час Першої світової війни. Перша жінка, відзначена Військово-Морським Хрестом.

## Ранні роки
Ліна Саткліф народилась у місті Чатем, провінція Нью-Брансвік, тепер у межах міста Мірамічі в Канаді 18 травня 1874 р.. 1899 року закінчила навчання на медсестру у Нью-Йоркській лікарні післядипломної освіти, після чого розпочала приватну практику. Одразу після випуску в 1899 році одружилася з лейтенант-полковником Корпусу морської піхоти США Джоном Генлі Гіґбі, старшим на 36 років. Його життя, а пізніше смерть вплинули на подальшу долю Ліни Гігбі, яку вона присвятила службі на флоті. 1908 року Гіґбі пройшла післядипломну підготовку в лікарні Фордгем у Нью-Йорку. 

## Кар'єра
У жовтні 1908 року Ліна Гіґбі вступила до новоствореного корпусу медсестер ВМС США однією з перших 20 медсестер на флоті, яких стали називати «Святою двадцяткою» всупереч поширеному тоді упередженню, що жінка на кораблі приносить нещастя.
У 1909 році Гіґбі отримала підвищення до старшої медсестри. Ліна Гіґбі стала старшою медсестрою військово-морського госпіталю Норфолка в квітні 1909 р.
У січні 1911 р. Гіґбі стала другою начальницею корпусу медсестер ВМС США .  За свої досягнення у керівництві корпусом у роки Першої світової війни головна медсестра Гіґбі нагороджена Хрестом ВМС, першою з жінок отримавши цю нагороду. Також нагороджена Медаллю перемоги.

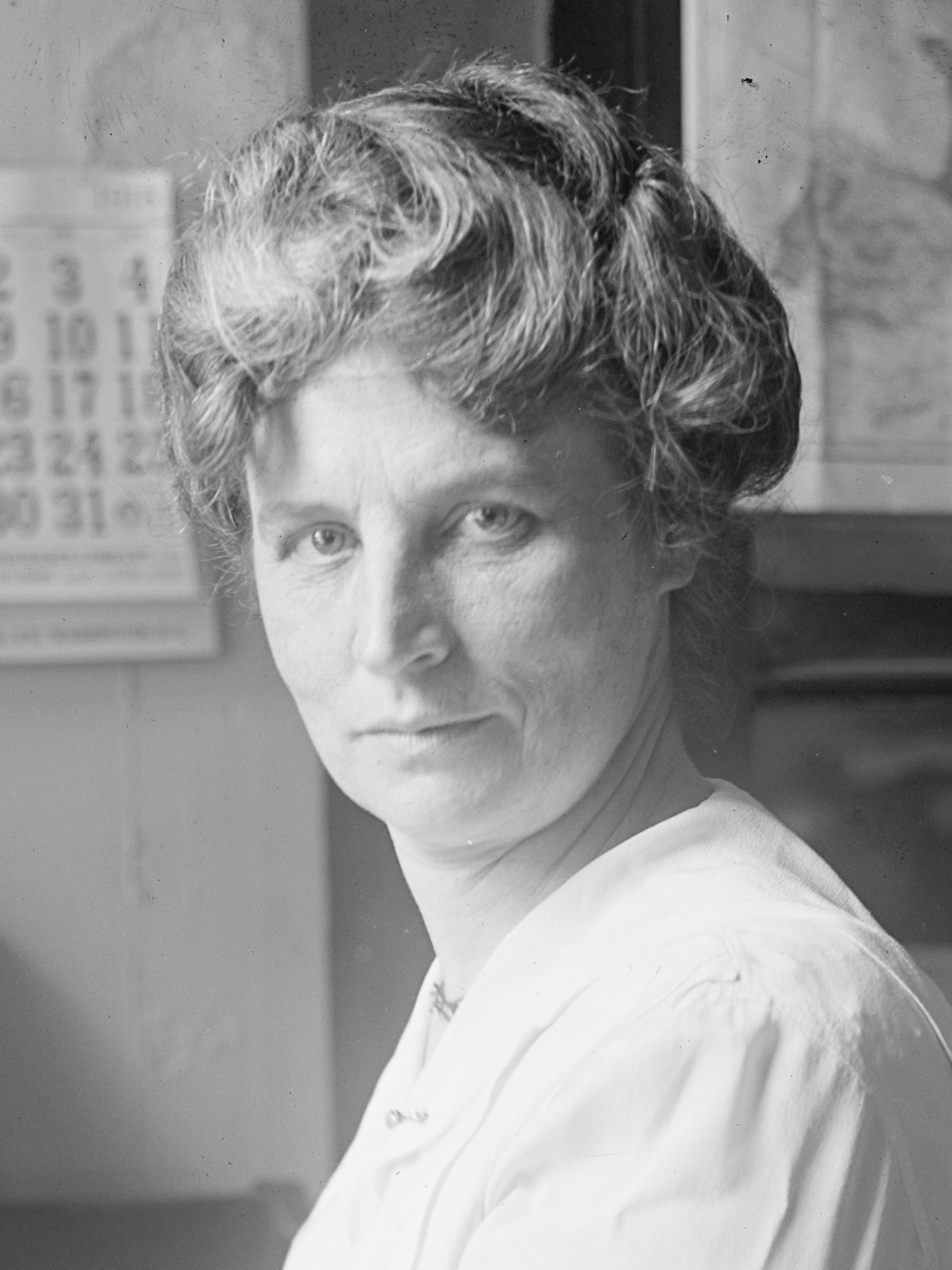
Ліна Гіґбі (1918)

Вона подала у відставку з посади суперінтендантки і звільнилася з флоту 23 листопада 1922 р. 
Гіґбі померла у Вінтер-Парку, штат Флорида, 10 січня 1941 р. Похована на національному кладовищі в Арлінгтоні, штат Вірджинія .  .

## Спадщина
На честь Ліни Гіґбі ВМС США назвали два кораблі:
- USS Higbee (DD-806)[10], есмінець класу Ґірінґ, спущений на воду в 1945, як перший Американський військовий корабель, названий на честь жінки-службовця Флоту[11], а сам клас — названий на честь трьох поколінь моряків з родини Ґірінґ.
- USS Lenah H. Sutcliffe Higbee (DDG-123) — проєктований ракетний міноносець класу Арлі Берк, який має поповнити флот у 2024[12].

## Зовнішні посилання
- Фотографії есмінця Ліна Гіґбі [Архівовано 16 грудня 2014 у Wayback Machine.]
- Медсестри та ВМС США - [Архівовано 19 серпня 2000 у Wayback Machine.] Морський історичний центр огляду та відбору зображень
- Ліна Саткліф Ґіґбі, [Архівовано 10 квітня 2021 у Wayback Machine.] військово-морська історія та управління спадщиною
- Ліна Гіґбі на сайті Find a Grave (англ.)  </img>
- Lehah H. Sutcliffe Higbee. at ArlingtonCemetery•net. (Unofficial website). Архів оригіналу за 23 січня 2021. Процитовано 10 квітня 2021.